# Band-e Kaisar
El Band-e Kaisar (lit. 'presa del Cèsar'), Pol-e Kaisar ('pont del Cèsar'), pont de Valerià o Shadirwan, era un antic pont d'arc, situat a la ciutat de Xuixtar, a l'Iran, i el primer del país fet juntament amb una presa. Construïda amb mà d'obra romana en el segle iii per ordre sassànida, era també el pont romà i la presa romana més orientals, en estendre's dins del territori persa. El seu disseny de doble funció va tenir una profunda influència en l'enginyeria civil iraniana i en el desenvolupament sassànida de tècniques de gestió de l'aigua.
El sobreeixidor d'uns 500 m de llarg sobre el riu Karun, un efluent de l'Iran, era l'estructura central del sistema hidràulic de Xuixtar (سازه‌های آبی شوشتر), d'on deriva la productivitat agrícola de la ciutat, i fou designat el 2009, per la UNESCO com el desé Bé declarat Patrimoni de la Humanitat de l'Iran. El pont travessa la important via que uneix Pasàrgades amb la capital sassànida de Ctesifont. El pont va ser reparat moltes vegades durant el període islàmic, i continuava en ús fins a finals del segle xix.

## Història
Segons la tradició persa, el Band-e Kaisar rebé aquest nom en honor de l'emperador romà Valerià (253-260), que va ser capturat amb el seu exèrcit pel governador sassànida Sapor I després de ser derrotat en la batalla d'Edessa (260). Aquesta vasta força de treball, que devia arribar a 70.000 soldats i incloïa un cos d'enginyers romans, l'empraren els vencedors per a les obres de construcció a Xuixtar, un centre agrícola important del sud-oest de l'Iran. Per a donar servei a les grans extensions de terra conreable, en total unes 150.000 hectàrees, els romans construïren tres infraestructures: un canal, anomenat Ab-i Gargar, i les dues preses de Band-e Kaisar i Band-e Mizan, que conduïren el cabal del riu Karun a un curs d'aigua artificial.
Aquesta història, la relaten els historiadors musulmans At-Tabarí i Al-Massudí en els segles IX i X. Tot i que no es pot ignorar el reu relat novel·lat, la presència històrica dels romans és corroborada pels noms autòctons moderns, com ara "Roumischgan" per a una població propera i una tribu de luris amb el nom de "Rumien". A més a més, la tradició autòctona atribueix als colons romans l'origen d'una sèrie d'oficis, com ara la producció de brocat aplicat, i alguns costums populars.
El pont de Xuixtar formava part de la important connexió viària entre els centres sassànides de Pasàrgades i Ctesifont. Sembla que altres dos ponts sassànides en el camí, el Pa-i-Pol sobre el riu Karkheh i un altre a Dezful sobre l'Ab-i Diz, són obres contemporànies del treball dels presoners de guerra romans. Tots dos són fets amb maçoneria típicament romana unida amb morter, una tècnica totalment aliena a l'arquitectura persa.
Inspirat en l'exemple romà, la integració de l'estructura del pont en la presa es va convertir en una pràctica comuna de l'enginyeria hidràulica iraniana que perdurà fins al voltant de l'any 1000, quan culminà en l'encara existent Band-e Amir de Siraz.